# Minamoto no Yoshitsune

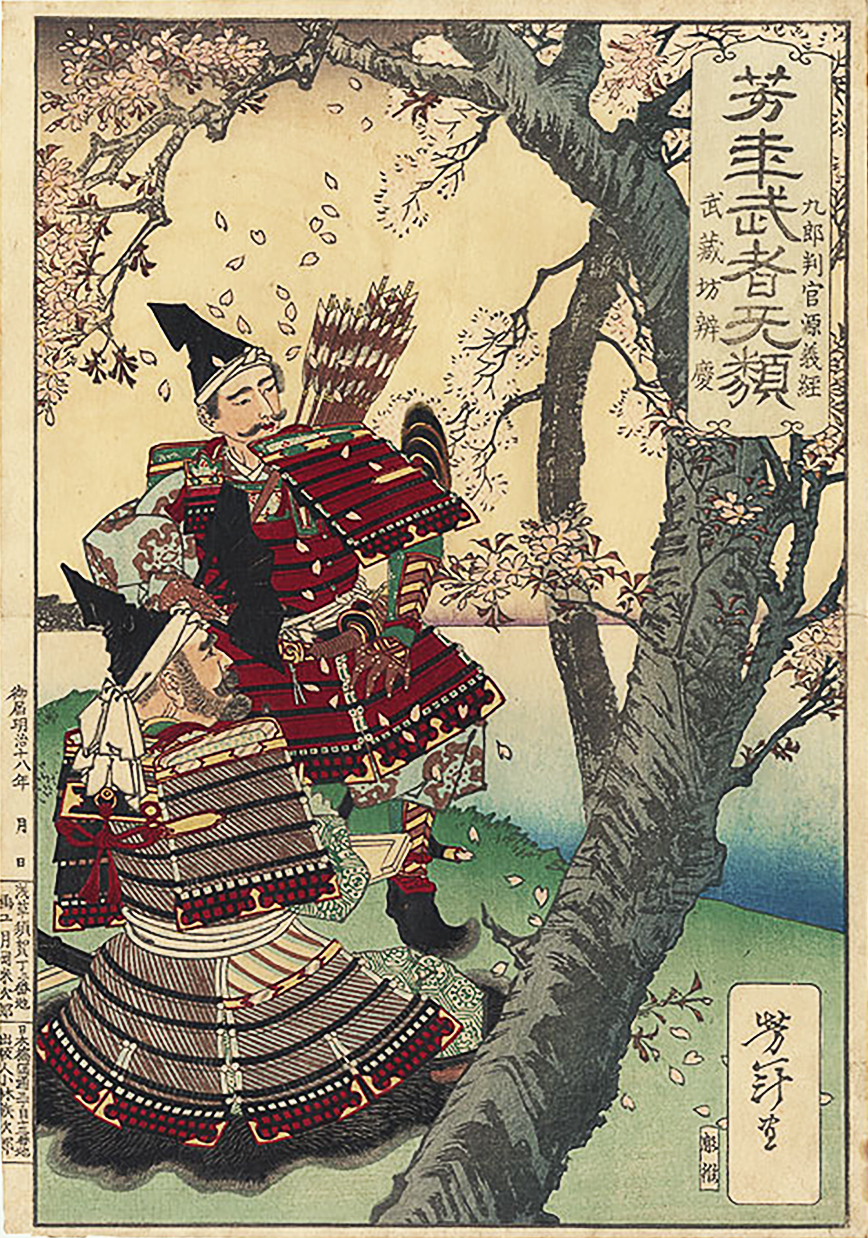
Yoshitsune en Benkei bekijken kersenbloesem, door Tsukioka Yoshitoshi (1885)

Minamoto no Yoshitsune (Japans: 源 義経) (1159 – 17 mei 1189) was een Japans generaal, lid van de Minamoto-familie. Hij was de negende zoon van Minamoto no Yoshitomo en een halfbroer van Minamoto no Yoritomo.
Tijdens een burgeroorlog versloeg Taira no Kiyomori Yoshitomo. Kiyomori doodde Yoshitomo, en nam de geliefde moeder van Yoshitsune en Kyoto's mooiste dame als concubine, maar Yoshitsune en zijn halfbroers hield hij in leven, en ze groeiden op met Kiyomori als vaderfiguur. Op jonge leeftijd moest hij echter, net als zijn broers, in een boeddhistisch klooster doorbrengen. Hier werd Yoshitsune zich bewust van zijn Genji (Minamoto)-afkomst. In plaats van zich te trainen in de leer van Boeddha, ontwikkelde hij hier zijn krijgskunsttechnieken. Zijn boeddhistische naam was Shanao.
Door incidenten probeerde een zoon van Taira no Kiyomori een aanslag op hem, die mislukte. Shanao verliet Kyoto met tegenzin maar had vernomen dat een oom van hem vredig leefde in Hiraizumi (noordoosten van Japan; het huidige Sendai). Onderweg passeerde hij de provincie Owari. Hier onderging hij zijn mannelijkheidsrite vlak bij de plek waar zijn vader stierf. Hij nam hier de naam Yoshitsune aan. De Fujiwara-clan die heerste over Hiraisumi voorzagen problemen met de Taira-clan, als Yoshitsune daar zou blijven. Yoshitsune intrigeerde de heer en deze beloonde hem met een klassiek landgoed nadat Yoshitsune de erfopvolger en oudste zoon van de heer had weten te redden. Deze was tijdens de jacht afgedwaald en gewond geraakt. Yoshitsune redde hem in een onbekende omgeving uit een benarde situatie. Deze moed en inzicht werd diep gerespecteerd door de samoerai.
Gedurende de Genpei-oorlog tussen de Minamoto (onder Yoritomo) en de Taira (onder Taira no Kiyomori) was Yoshitsune de belangrijkste generaal. In 1184 boekte hij een belangrijke overwinning in de slag bij Ichinotani, en in 1185 was de Taira-clan verslagen na Yoshitsunes overwinning in de Zeeslag bij Dan-no-ura.
De groeiende populariteit van Yoshitsune werd echter door Yoritomo gezien als een bedreiging voor zijn eigen positie. Yoshitsune zag zich gedwongen te vluchten naar Hiraizumi. Hij werd door dezelfde persoon die hij eerder het leven redde aan de soldaten van zijn broer uitgeleverd, die hem dwingen zelfmoord te plegen.
Yoshitsunes vlucht werd later een onderwerp van verhalen en theaterstukken. Naast hijzelf treedt daarin zijn volgeling Benkei als hoofdpersoon op. Volgens sommige van de verhalen zou Yoshitsune niet in Yoritomo's handen zijn gevallen, maar gevlucht zijn naar Mongolië waar hij als Djenghis Khan bekend werd.